# Expeditie Robinson 2007
Expeditie Robinson 2007 (en castellano, Expedición Robinson) fue un reality show de supervivencia extrema, esta es la 8.va temporada del reality show belga-holandés Expeditie Robinson, transmitido por RTL5 y KanaalTwee. Fue conducido por Ernst-Paul Hasselbach y Evi Hanssen, se estrenó el 30 de septiembre de 2007 y finalizó el 27 de diciembre de 2007. Esta temporada fue grabado en Malasia, específicamente en la isla de Tengah y contó con 100 participantes. Vincent Arrendell es quien ganó esta temporada.
Esta octava temporada contó con 100 participantes divididos en 2 tribus; la primera es la tribu Kamp Zuid representada por el color azul y la segunda es Kamp Noord representada por el color rojo. Esta temporada duró 46 días.

## Innovaciones
- Por primera vez en una temporada de Expeditie Robinson participaron 100 personas, las cuales iban siendo eliminadas en grupos en cada capítulo, hasta que quedaran solo 12 participantes quienes se convirtieron en los finalistas del programa.

## Equipo del Programa
- Presentadores: 
  - Ernst-Paul Hasselbach, lidera las competencias por equipos.
  - Evi Hanssen, lidera los consejos de eliminación.

## Participantes
| Participante                           | Edad | Tribu Original | Resultado Final                            | Estadía |
| -------------------------------------- | ---- | -------------- | ------------------------------------------ | ------- |
| Vincent Arrendell Entrenador personal. | 35   | Kamp Noord     | Ganador de Expeditie Robinson 2007         | 46 días |
| Willem Hogeveen Oficial de policía.    | 48   | Kamp Noord     | 2.° lugar de Expeditie Robinson 2007       | 46 días |
| Lieke van der Vorst Marinera.          | 25   | Kamp Noord     | 10.ma Eliminada de Expeditie Robinson 2007 | 46 días |
| Marcel Sinnige Empresario.             | 39   | Kamp Noord     | 9.no Eliminado de Expeditie Robinson 2007  | 46 días |
| Muriel Rosseel Oficial de policía.     | 37   | Kamp Noord     | 8.va Eliminada de Expeditie Robinson 2007  | 45 días |
| Mieke Deschodt Enfermera.              | 23   | Kamp Noord     | 7.ma Eliminada de Expeditie Robinson 2007  | 44 días |
| Hans de Blauwe Bombero.                | 45   | Kamp Noord     | 6.to Eliminado de Expeditie Robinson 2007  | 42 días |
| Loek Hofman Cartero.                   | 39   | Kamp Noord     | 5.to Eliminado de Expeditie Robinson 2007  | 38 días |
| Saskia Moll Ex-guía turístico.         | 27   | Kamp Noord     | 4.ta Eliminada de Expeditie Robinson 2007  | 30 días |
| Kristien van Lent Estudiante.          | 21   | Kamp Noord     | 3.er Eliminado de Expeditie Robinson 2007  | 27 días |
| Frans Baats Exsoldado.                 | 51   | Kamp Noord     | 2.do Eliminado de Expeditie Robinson 2007  | 26 días |
| Nelleke de Graaf Ejecutiva.            | 23   | Kamp Noord     | 1.ra Eliminada de Expeditie Robinson 2007  | 26 días |

## Desarrollo

### Competencias
| Episodio | Emisión                  | Inmunidad        | Eliminado | Salida |
| -------- | ------------------------ | ---------------- | --- | ------ |
| 1        | 30 de septiembre de 2007 |                  | Albert / Angela / Davy / Delphine / Edit / Elke / Gemma / Inge / Iraida / Joey / Joop / Kay / Kenneth                                                                           | Día 5  |
| 2        | 7 de octubre de 2007     |                  | Luc / Lydia / Melvin / Ronny / Rutger / Sabrina / Sam / Taco / Tessa / Thierry / Werner / Wesley                                                                                | Día 5  |
| 3        | 14 de octubre de 2007    |                  | Alain / Anders / Bob / Carl / Eveline / Greet / Gregory / Irma / Jolien / Koen / Lisbeth / Mirjam / Nico / Niels / Nikolas / Robin / Sven / Thony / Tim S. / Xanthippe / Yuliya | Día 10 |
| 4        | 21 de octubre de 2007    | Kamp Zuid        | Anoushka / Andre / Christel / Corina / Gina / Heidi / Manon / Margo / Nadja / Noel / Sammy / Walther / Wim / Farrah                                                             | Día 15 |
| 5        | 28 de octubre de 2007    | Kamp Noord       | Angelique / Bruno / Carrie / Cengiz / Cynthia / Elsie / Kimo / Lesley / Lotus / Machteld / Mathilde / Michiel / Oda / Romain / Rudi / Siegrieke / Sylvia / Walter               | Día 20 |
| 6        | 4 de noviembre de 2007   |                  | Arthur / Bart / Brigitte / Frits / Ingeborg / Kenny / Merel / Tim | Día 25 |
| 7        | 11 de noviembre de 2007  | Lieke            | Nelleke | Día 26 |
| 7        | 11 de noviembre de 2007  | Lieke            | Frans | Día 26 |
| 7        | 11 de noviembre de 2007  | Lieke            | Kristien | Día 27 |
| 8        | 18 de noviembre de 2007  | Marcel           | Saskia | Día 30 |
| 9        | 25 de noviembre de 2007  | Vincent          | Muriel | Día 35 |
| 10       | 2 de diciembre de 2007   | Vincent          | Loek | Día 38 |
| 11       | 9 de diciembre de 2007   | Lieke            | Hans | Día 42 |
| 12       | 16 de diciembre de 2007  | Vincent          | Mieke | Día 44 |
| 13       | 27 de diciembre de 2007  | Vincent / Willem | Muriel / Marcel / Lieke | Día 46 |
| Episodio | Emisión                  | Consejo final    | Ganador | Salida |
| 13       | 27 de diciembre de 2007  | Willem / Vincent | Vincent | Día 46 |

### Jurado Final
| Participante | Puesto     | Vota por |
| ------------ | ---------- | -------- |
| Saskia       | 1° Miembro | Willem   |
| Loek         | 2° Miembro | Willem   |
| Hans         | 3° Miembro | Vincent  |
| Mieke        | 4° Miembro | Vincent  |
| Muriel       | 5° Miembro | Vincent  |
| Marcel       | 6° Miembro | Vincent  |
| Lieke        | 7° Miembro | Willem   |

## Estadísticas Semanales
| Participante | Episodio   | Episodio   | Episodio   | Episodio | Episodio  | Episodio   | Episodio     | Episodio     | Episodio     | Episodio     | Episodio     | Episodio     | Episodio     |
| Participante | Equipos    | Equipos    | Equipos    | Equipos  | Equipos   | Equipos    | Individuales | Individuales | Individuales | Individuales | Individuales | Individuales | Individuales |
| Participante | 1          | 2          | 3          | 4        | 5         | 6          | 7            | 8            | 9            | 10           | 11           | 12           | 13           |
| ------------ | ---------- | ---------- | ---------- | -------- | --------- | ---------- | ------------ | ------------ | ------------ | ------------ | ------------ | ------------ | ------------ |
| Vincent      | No compite | No compite | No compite | Salvado  | Gana      | No compite | Salvado      | Salvado      | Inmune       | Inmune       | Salvado      | Inmune       | Ganador      |
| Willem       | No compite | No compite | No compite | Salvado  | Gana      | No compite | Salvado      | Salvado      | Salvado      | Salvado      | Salvado      | Salvado      | 2.º Lugar    |
| Lieke        | No compite | No compite | No compite | Salvada  | Gana      | No compite | Inmune       | Salvada      | Salvada      | Salvada      | Inmune       | Salvada      | Eliminada    |
| Marcel       | No compite | No compite | No compite | Salvado  | Gana      | No compite | Salvado      | Inmune       | Salvado      | Salvado      | Salvado      | Salvado      | Eliminado    |
| Muriel       | No compite | No compite | No compite | Salvada  | Gana      | No compite | Salvada      | Salvada      | Salvada      | Salvada      | Salvada      | Salvada      | Eliminada    |
| Mieke        | No compite | No compite | No compite | Salvada  | Gana      | No compite | Salvada      | Salvada      | Salvada      | Salvada      | Salvada      | Eliminada    |              |
| Hans         | No compite | No compite | No compite | Salvado  | Gana      | No compite | Salvado      | Salvado      | Salvado      | Salvado      | Eliminado    |              |              |
| Loek         | No compite | No compite | No compite | Salvado  | Gana      | No compite | Salvado      | Salvado      | Salvado      | Eliminado    |              |              |              |
| Muriel       | No compite | No compite | No compite | Salvada  | Gana      | No compite | Salvada      | Salvada      | Eliminada    |              |              |              |              |
| Saskia       | No compite | No compite | No compite | Salvada  | Gana      | No compite | Salvada      | Eliminada    |              |              |              |              |              |
| Kristien     | No compite | No compite | No compite | Salvada  | Gana      | No compite | Eliminada    |              |              |              |              |              |              |
| Frans        | No compite | No compite | No compite | Salvado  | Gana      | Eliminado  |              |              |              |              |              |              |              |
| Nelleke      | No compite | No compite | No compite | Salvada  | Eliminada |            |              |              |              |              |              |              |              |

Competencia en equipos (Días 1-25)
     El participante gana junto a su equipo y continua en competencia.
     El participante pierde junto a su equipo pero no es eliminado.
     El participante pierde junto a su equipo y posteriormente es eliminado.
     El participante es eliminado, pero vuelve a ingresar.
     El participante abandona la competencia.
     El participante no compite junto a su equipo esta semana.
Competencia individual (Días 26-46)
     Ganador de Expeditie Robinson 2007.
     2°.Lugar de Expeditie Robinson 2007.
     El participante gana la competencia y queda inmune.
     El participante pierde la competencia, pero no es eliminado.
     El participante es eliminado de la competencia.